# Novo Basquete Brasil de 2014–15
O Novo Basquete Brasil de 2014–15 foi uma competição brasileira de basquete organizada pela Liga Nacional de Basquete. Foi a 7.ª edição do campeonato organizado pela LNB, com a chancela da Confederação Brasileira de Basketball, por isso também é chamado de NBB7. O NBB serviu como competição classificatória para os torneios internacionais, como a Liga das Américas, e a Liga Sul-Americana de Basquete. 
Esta temporada teve como vencedor o Flamengo após bater o Bauru por 2 a 0 na série melhor de três partidas. Com o título, o time carioca passou a ser o maior vencedor da competição com 4 títulos, passando o Lobos Brasília.

## Regulamento
A temporada 2014–15 se iniciou, como de costume nos anos anteriores, com a partida entre os finalistas da edição anterior, em outubro de 2014, com a forma de disputa seguindo um modelo semelhante ao adotado pela NBA e pelos países da Europa. A competição foi disputada por 16 equipes. Os 16 jogam entre si, em turno e returno na fase de classificação. Ao final dos dois turnos, as quatro melhores equipes se classificam para as quartas-de-final automaticamente, já as equipes que terminarem entre o 5.° e o 12.° lugar participam dos playoffs classificatórios para definir as outras quatro equipes a integrar as quartas de final, sempre em melhor de cinco partidas, avançando para a próxima fase quem vencer três jogos. O último colocado na fase de classificação estará automaticamente rebaixado para a Liga Ouro de 2016. A final ganhou um novo formato para esta temporada, sendo em melhor de três, com o primeiro jogo na casa da pior equipe classificada e o segundo e terceiro - se houver - na casa da melhor equipe classificada.

## Participantes
| Equipe            | Cidade              | Estado | Em 2013-14           | Ginásio                       | Capacidade   | Títulos do NBB                |
| ----------------- | ------------------- | ------ | -------------------- | ----------------------------- | ------------ | ----------------------------- |
| Basquete Cearense | Fortaleza           | CE     | 11.º                 | Paulo Sarasate                | 8 822        | 0 (não possui)                |
| Bauru             | Bauru               | SP     | 7.º                  | Panela de Pressão             | 2 000        | 0 (não possui)                |
| Flamengo          | Rio de Janeiro      | RJ     | 1.º                  | Tijuca Tênis Clube HSBC Arena | 2 000 18 000 | 3 (2008-09, 2012-13, 2013-14) |
| Franca            | Franca              | SP     | 8.º                  | Pedrocão                      | 6 000        | 0 (não possui)                |
| Liga Sorocabana   | Sorocaba            | SP     | 14.º                 | Gualberto Moreira             | 3 000        | 0 (não possui)                |
| Limeira           | Limeira             | SP     | 6.º                  | Vô Lucato                     | 1 800        | 0 (não possui)                |
| Lobos Brasília    | Brasília            | DF     | 5.º                  | ASCEB Nilson Nelson           | 1 100 11 397 | 3 (2009-10, 2010-11, 2011-12) |
| Macaé             | Macaé               | RJ     | 13.º                 | TC Macaé                      | 2 000        | 0 (não possui)                |
| Minas             | Belo Horizonte      | MG     | 15.º                 | Arena Vivo                    | 4 000        | 0 (não possui)                |
| Mogi das Cruzes   | Mogi das Cruzes     | SP     | 4.º                  | Hugo Ramos                    | 5 000        | 0 (não possui)                |
| Palmeiras         | São Paulo           | SP     | 12.º                 | Palestra Itália               | 1 500        | 0 (não possui)                |
| Paulistano        | São Paulo           | SP     | 2.º                  | Antônio Prado Júnior          | 1 280        | 0 (não possui)                |
| Pinheiros         | São Paulo           | SP     | 9.º                  | Henrique Villaboim            | 850          | 0 (não possui)                |
| Rio Claro         | Rio Claro           | SP     | 1.º (Liga Ouro 2014) | Felipe Karan                  | 2 200        | 0 (não possui)                |
| São José          | São José dos Campos | SP     | 3.º                  | Linneu de Moura               | 1 600        | 0 (não possui)                |
| Unitri/Uberlândia | Uberlândia          | MG     | 10.º                 | Sabiazinho                    | 8 000        | 0 (não possui)                |

## Primeira fase

### Classificação
Atualizado em: 04 de abril de 2015
| Pos | Times             | %    | Pts | J  | V  | D  | PF   | PS   | SP   | Classificação ou rebaixamento      |
| --- | ----------------- | ---- | --- | -- | -- | -- | ---- | ---- | ---- | ---------------------------------- |
| 1   | Bauru             | 93,3 | 58  | 30 | 28 | 2  | 2723 | 2263 | 460  | Classificado para a Fase final     |
| 2   | Limeira           | 83,3 | 55  | 30 | 25 | 5  | 2483 | 2299 | 184  | Classificado para a Fase final     |
| 3   | Flamengo          | 76,7 | 52  | 30 | 23 | 7  | 2602 | 2302 | 300  | Classificado para a Fase final     |
| 4   | Mogi das Cruzes   | 70,0 | 51  | 30 | 21 | 9  | 2547 | 2447 | 100  | Classificado para a Fase final     |
| 5   | Minas             | 56,7 | 47  | 30 | 17 | 13 | 2267 | 2228 | 39   | Classificado para os Playoffs      |
| 6   | Paulistano        | 56,7 | 47  | 30 | 17 | 13 | 2464 | 2391 | 73   | Classificado para os Playoffs      |
| 7   | Pinheiros         | 53,3 | 46  | 30 | 16 | 14 | 2387 | 2397 | -10  | Classificado para os Playoffs      |
| 8   | Franca            | 46,7 | 44  | 30 | 14 | 16 | 2294 | 2314 | -20  | Classificado para os Playoffs      |
| 9   | Palmeiras         | 43,3 | 43  | 30 | 13 | 17 | 2323 | 2378 | -55  | Classificado para os Playoffs      |
| 10  | Lobos Brasília    | 40,0 | 42  | 30 | 12 | 18 | 2469 | 2524 | -55  | Classificado para os Playoffs      |
| 11  | São José          | 40,0 | 42  | 30 | 12 | 18 | 2344 | 2433 | -89  | Classificado para os Playoffs      |
| 12  | Macaé             | 30,0 | 39  | 30 | 9  | 21 | 2370 | 2523 | -153 | Classificado para os Playoffs      |
| 13  | Unitri/Uberlândia | 30,0 | 39  | 30 | 9  | 21 | 2254 | 2471 | -217 |                                    |
| 14  | Basquete Cearense | 26,7 | 38  | 30 | 8  | 22 | 2299 | 2521 | -222 |                                    |
| 15  | Rio Claro         | 26,7 | 38  | 30 | 8  | 22 | 2376 | 2535 | -159 |                                    |
| 16  | Liga Sorocabana   | 26,7 | 38  | 30 | 8  | 22 | 2350 | 2526 | -176 | Rebaixado para a Liga Ouro de 2016 |

### Confrontos
Para ler a tabela, a linha horizontal representa os jogos da equipe como mandante. A coluna vertical indica os jogos da equipe como visitante.
|                   | CEA    | BAU    | BRA    | FLA    | FRA    | LSB   | LIM   | MAC    | MIN   | MOG   | PAL    | PAU   | PIN     | RCB    | SJO     | UBE    |
| Basquete Cearense |        | 67-109 | 96-84  | 63-89  | 78-91  | 90-78 | 67-85 | 76-82  | 71-65 | 80-91 | 83-65  | 69-77 | 85-91   | 68-60  | 70-76   | 80-62  |
| Bauru             | 99-81  |        | 83-86  | 92-84  | 82-70  | 97-80 | 90-89 | 85-69  | 89-71 | 97-75 | 85-77  | 81-74 | 116-55  | 106-74 | 104-96  | 87-64  |
| Brasília          | 81-68  | 74-85  |        | 95-106 | 74-62  | 84-76 | 83-87 | 80-77  | 75-77 | 86-88 | 89-62  | 86-94 | 106-105 | 73-85  | 79-78   | 87-90  |
| Flamengo          | 106-73 | 77-84  | 76-74  |        | 82-79  | 98-73 | 86-70 | 103-78 | 77-59 | 87-83 | 81-77  | 97-81 | 0-0     | 99-74  | 93-88   | 91-58  |
| Franca            | 90-66  | 73-79  | 81-73  | 72-80  |        | 82-55 | 86-92 | 74-66  | 66-69 | 74-78 | 80-74  | 76-81 | 81-68   | 72-61  | 80-65   | 70-62  |
| Liga Sorocabana   | 86-82  | 71-110 | 91-76  | 92-97  | 88-67  |       | 83-85 | 96-73  | 65-84 | 85-87 | 102-81 | 78-76 | 88-96   | 75-68  | 70-78   | 70-82  |
| Limeira           | 89-84  | 77-71  | 86-69  | 78-73  | 100-74 | 85-73 |       | 87-66  | 66-62 | 82-72 | 76-64  | 89-80 | 72-86   | 95-90  | 82-71   | 83-64  |
| Macaé             | 78-77  | 85-93  | 68-86  | 86-84  | 78-79  | 80-73 | 79-81 |        | 85-87 | 89-95 | 77-72  | 76-69 | 95-91   | 92-94  | 103-105 | 79-72  |
| Minas             | 90-63  | 79-84  | 79-87  | 78-76  | 83-69  | 89-80 | 72-85 | 73-63  |       | 66-76 | 68-73  | 72-69 | 87-110  | 82-70  | 91-76   | 75-66  |
| Mogi              | 80-84  | 80-99  | 108-99 | 94-98  | 80-82  | 89-82 | 98-82 | 81-70  | 60-61 |       | 85-84  | 88-77 | 83-75   | 93-80  | 88-89   | 90-80  |
| Palmeiras         | 94-87  | 65-77  | 86-70  | 85-89  | 96-90  | 83-78 | 79-69 | 83-67  | 76-80 | 68-84 |        | 73-68 | 67-74   | 101-98 | 99-86   | 79-68  |
| Paulistano        | 86-78  | 89-90  | 89-81  | 91-99  | 88-79  | 83-69 | 84-85 | 82-76  | 62-83 | 74-76 | 92-73  |       | 84-68   | 94-89  | 89-71   | 78-59  |
| Pinheiros         | 97-81  | 69-89  | 95-82  | 68-89  | 87-67  | 85-79 | 61-73 | 99-69  | 89-78 | 81-88 | 65-79  | 89-93 |         | 67-71  | 72-70   | 107-86 |
| Rio Claro         | 92-83  | 65-82  | 89-98  | 85-93  | 68-75  | 82-70 | 78-87 | 85-105 | 73-68 | 77-82 | 72-75  | 87-90 | 70-84   |        | 79-66   | 91-100 |
| São José          | 70-78  | 71-90  | 67-78  | 71-94  | 94-83  | 91-72 | 73-77 | 80-79  | 71-64 | 79-89 | 56-55  | 77-88 | 89-70   | 76-75  |         | 80-52  |
| Uberlândia        | 78-71  | 76-88  | 91-74  | 101-98 | 67-70  | 66-72 | 81-89 | 81-80  | 56-75 | 80-86 | 82-78  | 77-82 | 80-83   | 84-94  | 90-84   |        |

## Playoffs
Negrito – Vencedor das séries
Itálico – Time com vantagem de mando de quadra

### Confrontos
|  | Oitavas de final (Melhor de 5) | Oitavas de final (Melhor de 5) | Oitavas de final (Melhor de 5) |  |  | Quartas de final (Melhor de 5) | Quartas de final (Melhor de 5) | Quartas de final (Melhor de 5) |   |   | Semifinais (Melhor de 5) | Semifinais (Melhor de 5) | Semifinais (Melhor de 5) |  |  | Final (Melhor de 3) | Final (Melhor de 3) | Final (Melhor de 3) |
|  |                                |                                |                                |  |  |                                |                                |                                |   |   |                          |                          |                          |  |  |                     |                     |                     |
|  |                                |                                |                                |  |  |                                |                                |                                |   |   |                          |                          |                          |  |  |                     |                     |                     |
|  |                                |                                |                                |  |  | 1                              | Bauru                          | 3                              |   |   |                          |                          |                          |  |  |                     |                     |                     |
|  | 8                              | Franca                         | 3                              |  |  | 8                              | Franca                         | 2                              |   |   |                          |                          |                          |  |  |                     |                     |                     |
|  | 9                              | Palmeiras                      | 2                              |  |  |                                |                                |                                |   | 1 | Bauru                    | 3                        |                          |  |  |                     |                     |                     |
|  |                                |                                |                                |  |  |                                | 4                              | Mogi das Cruzes                | 2 |   |                          |                          |                          |  |  |                     |                     |                     |
|  |                                |                                |                                |  |  | 4                              | Mogi das Cruzes                | 3                              |   |   |                          |                          |                          |  |  |                     |                     |                     |
|  | 5                              | Minas                          | 1                              |  |  | 12                             | Macaé                          | 2                              |   |   |                          |                          |                          |  |  |                     |                     |                     |
|  | 12                             | Macaé                          | 3                              |  |  |                                |                                |                                |   |   | 1                        | Bauru                    | 0                        |  |  |                     |                     |                     |
|  |                                |                                |                                |  |  |                                | 3                              | Flamengo                       | 2 |   |                          |                          |                          |  |  |                     |                     |                     |
|  |                                |                                |                                |  |  | 2                              | Limeira                        | 3                              |   |   |                          |                          |                          |  |  |                     |                     |                     |
|  | 7                              | Pinheiros                      | 1                              |  |  | 10                             | Lobos Brasília                 | 1                              |   |   |                          |                          |                          |  |  |                     |                     |                     |
|  | 10                             | Lobos Brasília                 | 3                              |  |  |                                |                                |                                |   | 2 | Limeira                  | 0                        |                          |  |  |                     |                     |                     |
|  |                                |                                |                                |  |  |                                | 3                              | Flamengo                       | 3 |   |                          |                          |                          |  |  |                     |                     |                     |
|  |                                |                                |                                |  |  | 3                              | Flamengo                       | 3                              |   |   |                          |                          |                          |  |  |                     |                     |                     |
|  | 6                              | Paulistano                     | 1                              |  |  | 11                             | São José                       | 2                              |   |   |                          |                          |                          |  |  |                     |                     |                     |
|  | 11                             | São José                       | 3                              |  |  |                                |                                |                                |   |   |                          |                          |                          |  |  |                     |                     |                     |

#### Oitavas de final
| Time 1     | Séries | Time 2         | 1º Jogo | 2º Jogo | 3º Jogo | 4º Jogo | 5º Jogo |
| ---------- | ------ | -------------- | ------- | ------- | ------- | ------- | ------- |
| Minas      | 1–3    | Macaé          | 90–78   | 80–81   | 62–91   | 86–92   | –       |
| Paulistano | 1–3    | São José       | 75–76   | 72–67   | 74–85   | 65–74   | –       |
| Pinheiros  | 1–3    | Lobos Brasília | 91–95   | 96–90   | 76–82   | 81–93   | –       |
| Franca     | 3–2    | Palmeiras      | 79–74   | 81–64   | 73–80   | 56–63   | 73–64   |

#### Quartas de final
| Time 1          | Séries | Time 2         | 1º Jogo | 2º Jogo | 3º Jogo | 4º Jogo | 5º Jogo |
| --------------- | ------ | -------------- | ------- | ------- | ------- | ------- | ------- |
| Bauru           | 3–2    | Franca         | 82–55   | 71–74   | 75–67   | 67–78   | 78–72   |
| Limeira         | 3–1    | Lobos Brasília | 93–76   | 85–93   | 98–83   | 89–76   | –       |
| Flamengo        | 3–2    | São José       | 85–62   | 76–82   | 86–68   | 76–81   | 98–64   |
| Mogi das Cruzes | 3–2    | Macaé          | 84–72   | 84–89   | 69–78   | 91–73   | 91–84   |

#### Semifinais
| Time 1  | Séries | Time 2          | 1º Jogo | 2º Jogo | 3º Jogo | 4º Jogo | 5º Jogo |
| ------- | ------ | --------------- | ------- | ------- | ------- | ------- | ------- |
| Bauru   | 3–2    | Mogi das Cruzes | 73–81   | 84–81   | 78–85   | 98–91   | 77–65   |
| Limeira | 0–3    | Flamengo        | 78–85   | 73–92   | 67–76   | –       | –       |

#### Final
| Time 1 | Séries | Time 2   | 1º Jogo | 2º Jogo | 3º Jogo |
| ------ | ------ | -------- | ------- | ------- | ------- |
| Bauru  | 0–2    | Flamengo | 69–91   | 67–77   | –       |

Jogo 1
| 26 de maio 21:30 | Relatório | Flamengo                                                      | 91–69 | Bauru                                                                       |  | HSBC Arena, Rio de Janeiro, Rio de Janeiro Público: 5,616 Árbitros: Fernando Serpa, Guilherme Locatelli, Diego Chiconato |  |
| 26 de maio 21:30 | Relatório | Placar por quarto: 28–18, 19–10, 23–15, 21–26                 |       |                                                                             |  | HSBC Arena, Rio de Janeiro, Rio de Janeiro Público: 5,616 Árbitros: Fernando Serpa, Guilherme Locatelli, Diego Chiconato |  |
| 26 de maio 21:30 | Relatório | Pts: Benite 16 Rbts: Cristiano Felício 8 Asts: Laprovittola 7 |       | Pts: Ricardo Fischer 20 Rbts: Alex Garcia, Murilo 5 Asts: Ricardo Fischer 8 |  | HSBC Arena, Rio de Janeiro, Rio de Janeiro Público: 5,616 Árbitros: Fernando Serpa, Guilherme Locatelli, Diego Chiconato |  |

Jogo 2
| 30 de maio 10:00 | Relatório | Bauru                                                       | 67–77 | Flamengo                                                             |  | Ginásio Municipal Neusa Galetti, Marília, São Paulo Público: - Árbitros: Cristiano Maranho, Jacob Barreto, Fabiano Huber |  |
| 30 de maio 10:00 | Relatório | Placar por quarto: 11–25, 14–15, 14–22, 28–15               |       |                                                                      |  | Ginásio Municipal Neusa Galetti, Marília, São Paulo Público: - Árbitros: Cristiano Maranho, Jacob Barreto, Fabiano Huber |  |
| 30 de maio 10:00 | Relatório | Pts: Robert Day 23 Rbts: Alex Garcia 8 Asts: Larry Taylor 6 |       | Pts: Laprovittola 19 Rbts: Olivinha, Meyinsse 8 Asts: Laprovittola 4 |  | Ginásio Municipal Neusa Galetti, Marília, São Paulo Público: - Árbitros: Cristiano Maranho, Jacob Barreto, Fabiano Huber |  |

## Premiação
| Novo Basquete Brasil 2014-15            |
| Rio de Janeiro                          |
| --------------------------------------- |
| Flamengo Campeão (5° título Brasileiro) |

## Estatísticas (fase de classificação)

### Líderes em estatísticas individuais
| Categoria             | Jogador              | Time              | Estatísticas/Pontos* |
| --------------------- | -------------------- | ----------------- | -------------------- |
| Pontos por jogo       | Shamell Stallworth   | Mogi das Cruzes   | 20,17                |
| Rebotes por jogo**    | Caio Torres          | São José          | 9.35                 |
| Assistências por jogo | Ricardo Fischer      | Bauru             | 6.37                 |
| Roubos por jogo       | Eric Tatu            | Rio Claro         | 2.20                 |
| Tocos por jogo**      | Mims                 | Unitri/Uberlândia | 1.16                 |
| Erros por jogo        | Maxi Stanic          | Palmeiras         | 3.75                 |
| Minutos por jogo      | Léo Meindl           | Franca            | 34.83                |
| Faltas por jogo**     | -                    | -                 | -                    |
| Eficiência por jogo   | Guilherme Giovannoni | Lobos Brasília    | 19.14                |
| 2P%                   | Gui Deodato          | Bauru             | .711                 |
| LL%***                | David Jackson        | Limeira           | .950                 |
| 3P%***                | Jimmy Dreher         | Mogi das Cruzes   | .528                 |
| Duplos-Duplos         | Caio Torres          | São José          | 10                   |
| Triplos-Duplos****    | -                    | -                 | -                    |

Fonte: Estatísticas Totais – NBB

- *Para ser considerado nas estatísticas, um jogador deve ter participado de no mínimo 25 dos 32 jogos de temporada regular do NBB.
- **Foi usado como critério de desempate para as estatísticas empatadas os minutos em quadra do jogador, o jogador com menos minutos venceu.
- ***Para LL% e 3P%, além do critério dos 25 jogos, era necessário o jogador ter uma média de ao menos 1 (um) arremesso certo por partida, nos respectivos critérios.
- ****Não ocorreram Triplos-Duplos na Temporada Regular.

### Recordes por jogo
| Categoria            | Jogador          | Time              | Melhor Marca |
| -------------------- | ---------------- | ----------------- | ------------ |
| Pontos               | David Jackson    | Limeira           | 35           |
| Pontos               | Gui Deodato      | Bauru             | 35           |
| Rebotes              | Steven Toyloy    | Palmeiras         | 18           |
| Assistências         | Fúlvio           | Lobos Brasília    | 13           |
| Roubos               | Davi             | Basquete Cearense | 6            |
| Roubos               | Collum           | Minas             | 6            |
| Roubos               | Marcus Toledo    | Pinheiros         | 6            |
| Roubos               | Tatu             | Rio Claro         | 6            |
| Roubos               | Ricardo Fischer  | Bauru             | 6            |
| Roubos               | Tyrone Curnell   | Mogi das Cruzes   | 6            |
| Tocos                | Guilherme Hubner | Liga Sorocabana   | 5            |
| Tocos                | Ronald           | Lobos Brasília    | 5            |
| Bolas de três pontos | Caio             | Rio Claro         | 8            |